# Jacques Marquette

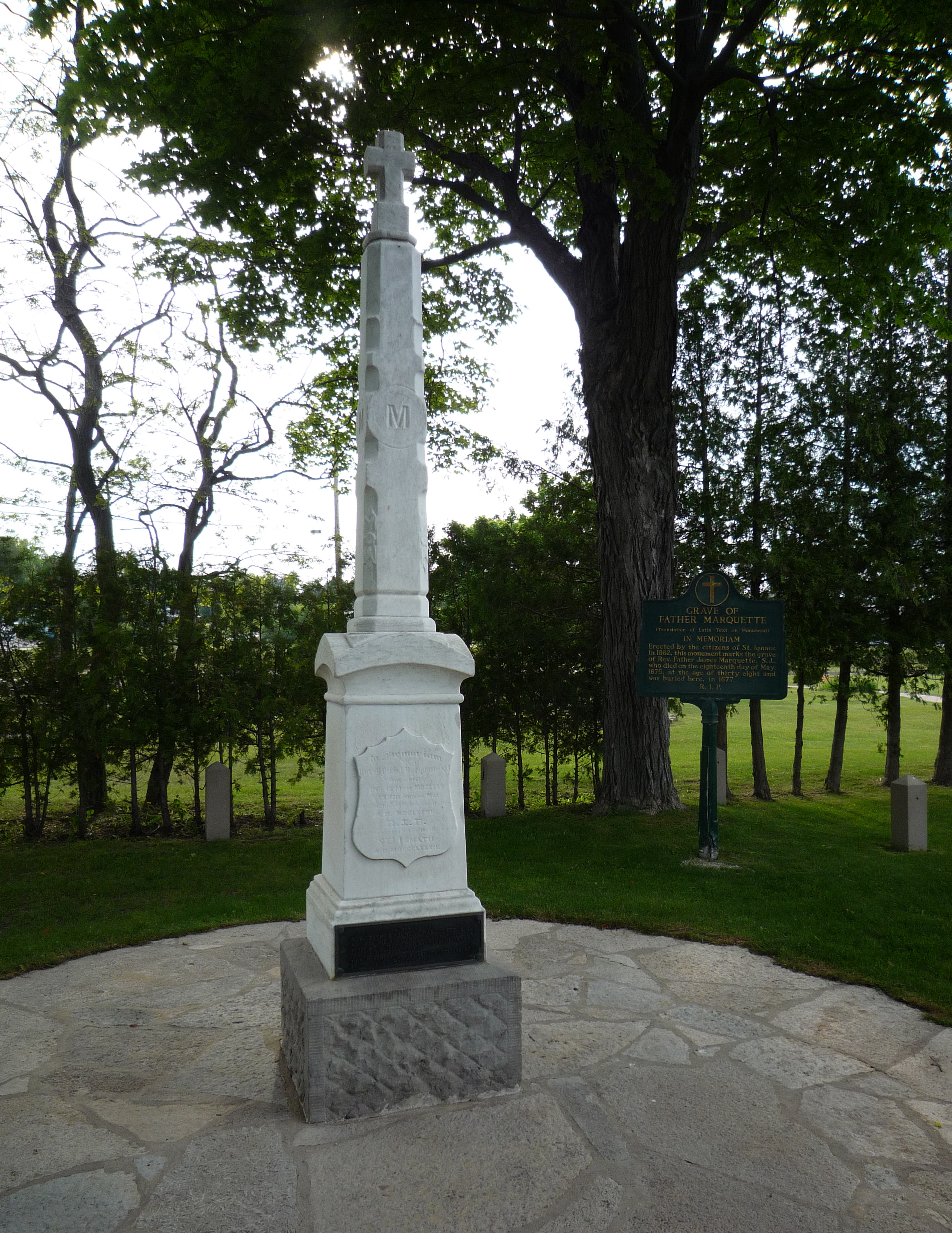
Tomba de Marquette a St. Ignace, Michigan

El pare Jacques Marquette (Laon, Picardia, 1637- Ludington, Michigan 1675) fou un missioner i explorador francès, qui amb Louis Jolliet fou el primer europeu que travessà i feu un mapa del riu Mississippí.
Es va unir als jesuïtes el 1654, i després de dedicar-se uns anys a l'ensenyament el 1666 fou enviat a Quebec a predicar entre els amerindis nord-americans, ja que dominava prou bé les llengües locals, especialment l'huró.
El 1668 va predicar entre els Grans Llacs i el riu Saint Laurent, i s'establí a Sault Sainte Marie. Les guerres entre els hurons i els sioux l'obligaren a traslladar-se a l'estret de Mackinac.
Cap al 1673 s'uní a Louis Jolliet en l'expedició pel riu Mississipi. Sortiren de Green Ridge (al llac Michigan) amb quatre canoes. El 17 de juny penetrà al riu Mississipi per Prairie du Chien i arribà fins a 700 kilòmetres abans d'arribar al Golf de Mèxic, però aturaren la marxa a les boques de l'Arkansas. El fet de trobar indis amb mosquets els va témer tenir encontres amb colons espanyols. Aleshores tornaren al llac Michigan fins a l'actual Chicago, i mentre Jolliet tornava a Quebec, Marquette es quedava a la missió de Sant Francesc Xavier de Green Ridge.
El 1674 tornà al riu Illinois i fundà una missió entre els indis kaskakia (una branca dels illiniwek) al terreny de l'actual Chicago. Hi va morir de disenteria vora l'actual Ludington (Michigan).